# دانشکده پزشکی دزفول
دانشکده پزشکی دانشگاه علوم پزشکی دزفول یکی از دانشکده‌های پزشکی ایران وابسته به دانشگاه علوم پزشکی دزفول در دزفول است. این دانشکده در سال ۱۳۹۱ بنیانگذاری شد و دارای ۱ بیمارستان آموزشی است.

## تاریخچه
دانشکده پزشکی دزفول در سال ۱۳۹۱ بنیانگذاری شد. هم‌اکنون ریاست این دانشکده را دکتر سمیه جفرسته برعهده دارد.